# Peter Ronson
Peter Ronson, eigentlich Pétur Rögnvaldsson (* 22. April 1934 in Island; † 16. Januar 2007 in Orange County, Kalifornien, USA) war ein US-amerikanischer Sportler und kurzzeitig Filmschauspieler isländischer Herkunft.

## Leben
Ronson war in seiner Jugend ein passionierter Läufer, sodass er als Zehnkämpfer in das Isländische Nationalteam aufgenommen wurde. Da er viele nationale Auszeichnungen erlangte, wurde er bald danach von den USA, speziell von der University of Southern California, abgeworben. Mit Hilfe eines Stipendiums zog Ronson mit seinen drei Kindern Lisa, Pétur und Kristina in die USA.
Dort wurde Filmproduzent Charles Brackett auf Ronson aufmerksam, der den 193 Zentimeter großen und kräftigen Mann 1959 für seinen Film Die Reise zum Mittelpunkt der Erde castete.
Obwohl Ronson später weitere Filmangebote erhielt, scheute er den Medienrummel um seine Person und blieb dem Sport treu. Er vertrat Island knapp ein Jahr nach dem Erscheinen des Films bei den Olympischen Sommerspielen 1960 in Rom als Leichtathlet in der Disziplin 110 m Hürden.
Am 14. November 1970 heiratete er erneut. Mit seiner Frau Marie George-Ronson, einer gebürtigen Dänin, bekam er zwei weitere Kinder, die Söhne Brian und Stephen, welche heute praktische Ärzte sind.
Zuletzt lebte Peter Ronson in Kalifornien, wo er im Januar 2007 im Alter von 72 Jahren eines natürlichen Todes starb.

## Sportliche Erfolge
Bei den Europameisterschaften 1958 wurde er im Zehnkampf Neunter. 1960 schied er bei den Olympischen Sommerspielen in Rom im 110-Meter-Hürdenlauf nach 15,2 Sekunden im Vorlauf aus.